# Periclimenes novaecaledoniae
Periclimenes novaecaledoniae är en kräftdjursart som beskrevs av Bruce 1968. Periclimenes novaecaledoniae ingår i släktet Periclimenes och familjen Palaemonidae. Inga underarter finns listade i Catalogue of Life.